# ماری کوبیاک
ماری کوبیاک (انگلیسی: Marie Kubiak؛ زادهٔ ۱۱ مهٔ ۱۹۸۱) بازیکن فوتبال اهل فرانسه است.
وی همچنین در تیم ملی فوتبال زنان فرانسه بازی کرده‌است.